# Lekkoatletyka na Letnich Igrzyskach Paraolimpijskich 2004 – bieg na 200 metrów kl. T51 mężczyzn
W biegu na 200 metrów kl. T51 (zawodnicy na wózkach inwalidzkich) mężczyzn podczas Letnich Igrzysk Paraolimpijskich 2004 rywalizowało ze sobą 7 zawodników.

## Wyniki

### Finał
| Poz. | Zawodnik         | Narodowość | Rezultat | Uwagi |
| ---- | ---------------- | ---------- | -------- | ----- |
| 1    | Edgar Navarro    | Meksyk     | 39.70    | WR    |
| 2    | Tim Johansson    | Szwecja    | 40.15    |       |
| 3    | Alvise de Vidi   | Włochy     | 40.30    |       |
| 4    | Masanori Ueda    | Japonia    | 41.03    |       |
| 5    | Mikkel Gaarder   | Norwegia   | 41.81    |       |
| 6    | Stefan Strobel   | Niemcy     | 43.07    |       |
| 7    | Paolo D'Agostini | Włochy     | 43.77    |       |